# Sant’Eusebio (Rom)

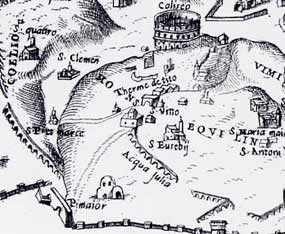
S. Eusebio auf dem Hügel des Esqulin, anonyme Karte, 1567

Sant’Eusebio (lateinisch Sancti Eusebii), vollständig Sant’Eusebio all’Esquilino, ist eine Kirche in Rom. Sie gilt als eine der ältesten Titelkirchen der römisch-katholischen Kirche (Titulus Eusebii) und ist heute Pfarrkirche und Stationskirche für den Freitag der vierten Fastenwoche. Bekannt wurde sie u. a. durch das im 18. Jahrhundert von zwei deutschen Künstlern ausgeführte Deckenfresko im Mittelschiff.

## Lage
Die Kirche liegt im XV. römischen Rione Esquilino am innerstädtischen Teilstück der alten Via Tiburtina, heute an der nördlichen Ecke der Piazza Vittorio Emanuele II etwa 200 Meter östlich der Porta Esquilina.

## Geschichte und Baugeschichte

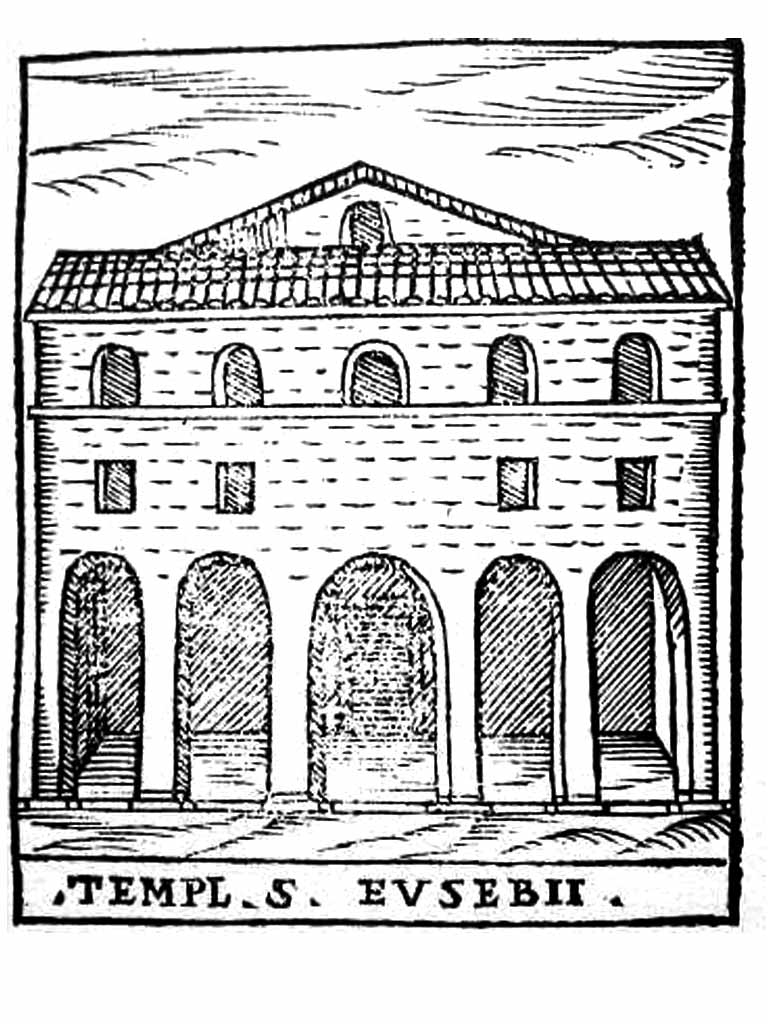
Porticus der Basilika vor der Barockisierung; Holzschnitt von Girolamo Franzini, 1588

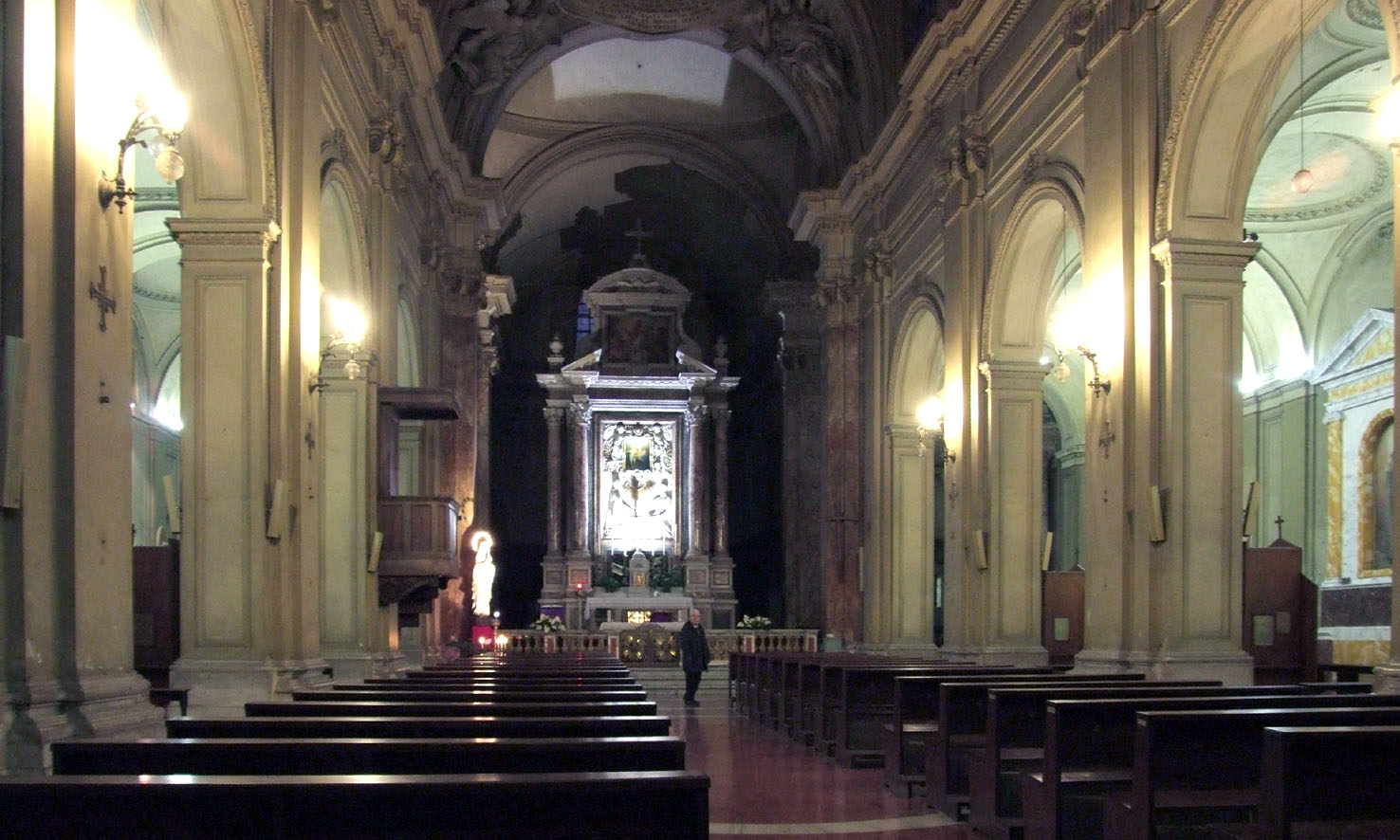
Blick in das Mittelschiff zum Chor

Zu der frühchristlichen Entstehungsgeschichte von S. Eusebio gibt es keine verlässlichen Quellen. Insbesondere ist nicht geklärt, welcher Märtyrer oder Heilige der ursprüngliche Kirchenpatron gewesen ist. Verschiedene Quellen hierzu, so zum Beispiel die Acta Sanctorum oder das Martyrologium Hieronymianum, weisen dem Titulus Eusebii möglicherweise unterschiedliche Personen zu. Hugo Brandenburg nimmt an, dass der Märtyrerpapst Eusebius (308–309/10) der erste Kirchenpatron gewesen ist. Sicher ist, dass die Kirche nach den Grabungsergebnissen auf den Resten einer antiken Insula steht, der Legende nach das Wohnhaus eines Christen, der gegen die arianische Lehre Partei ergriffen hatte und darum von seinen Widersachern in seinem eigenen Haus eingeschlossen worden war, wo er dann verhungert sein soll, was vom angenommenen Zeitpunkt aber nicht zu den Lebensdaten des heutigen Patrons passen will. Erst durch eine Grabinschrift von 474 in den Katakomben von Santi Marcellino e Pietro an der Via Labicana wird bezeugt, dass der dort Beigesetzte ein Priester der Kirche des Titulus Eusebii gewesen ist. Auch in den Synodalakten von 499 wird dieser Titulus erwähnt; dagegen lautet er in den Synodalakten von 599 erstmals Titulus sancti Eusebii. Der Kardinalpriester-Titel ging 1839 auf Santi Andrea e Gregorio al Monte Celio über und wurde 1877 erneuert.
Ein erster Kirchenbau über den antiken Resten fällt wohl in die Zeit Papst Sixtus III. (432–440). Arbeiten daran sind aus karolingischer Zeit bekannt. In der Zeit um 1100 wurde der frühchristliche Bau durch eine dreischiffige Basilika (ca. 32 × 19 m) ersetzt. Sie hatte ein mit den Außenmauern bündig abschließendes Querhaus mit einem Podest für das Presbyterium. Die halbrunde, nach Nordwesten ausgerichtete Apsis, war äußerst klein, so dass deren Übernahme von einem Vorgängerbau möglich erscheint. Sieben Säulenpaare mit Arkaden trennten das flach gedeckte Mittelschiff von den Seitenschiffen. Etwa in der Mitte des Langhauses war beiderseits ein kräftiger Stützpfeiler eingebaut. Der Triumphbogen wurde von zwei besonders kunstvoll gearbeiteten Marmorsäulen mit korinthischen Kapitellen gestützt. Vor der Basilika befand sich eine offen Vorhalle mit fünf Arkaden; in den beiden Geschossen darüber waren vier quadratische und fünf rundbogige Fenster angeordnet.
Diese Basilika des frühen 12. Jahrhunderts wurde im ersten Viertel des 13. Jahrhunderts unter den Päpsten Honorius III. und Gregor IX. abgerissen und durch einen Neubau ersetzt. Honorius ließ den Glockenturm erbauen, der heute das einzige originale Bauteil dieser Epoche ist. Gregor weihte die Kirche am 1. April 1238, einem Gründonnerstag, zwei Heiligen, und zwar dem heutigen Patron, dem Hl. Eusebius von Vercelli, und dem Hl. Vinzenz.
Ab 1294 gehörte die Kirche dem Orden der Coelestiner. Aus dem 16. und 17. Jahrhundert sind Restaurierungen und kleinere Baumaßnahmen bekannt. 1771 schuf ein Sohn und Schüler Carlo Fontanas, Carlo Stefano Fontana, die Fassade, errichtete den Portikus und renovierte die Kirche im barocken Stil. Dabei blieben von der romanischen Basilika außer dem Campanile nur Teile der Außenmauern erhalten. Ein weiterer Teilneubau wurde aus Mitteln des Kardinals Enrico Enriquez kurz nach 1750 finanziert, die ursprünglichen Säulen der alten Kirche wurden durch Pfeiler ersetzt. 1785 ging die Kirche von den Coelestinern auf die Jesuiten über, die dort bis 1870 verblieben. Danach wurde die Pfarrei eingerichtet, der die Kirche heute dient.

## Fassade
Die Fassade des Portikus ist fünfachsig und zweigeschossig. Vom Vorplatz steigt eine Treppenanlage zum Portikus auf und teilt sich auf halber Höhe. Den Pfeilern der fünf Arkadenbögen sind Kapitelle mit dorischer Ordnung vorgestellt. Über dem verkröpften Gesims sind die zwischen den Fenstern gliedernden Pilaster mit Kapitellen ionischer Ordnung gestaltet; die Kapitelle enthalten Festons. Die Dreiecksgiebel über den Fenstern sind auf den Kurzseiten jeweils abwechselnd konkav und konvex ausgebuchtet oder eingezogen. Der Architrav des Obergeschosses enthält eine Widmungsinschrift. Über der mittleren Achse ist er rund aufgebogen für ein von zwei Girlanden flankiertes Wappenfeld. Hinter dem Obergeschoss erhebt sich die als schlichter Dreiecksgiebel ausgeführte Stirnseite des eigentlichen Kirchenbaus.

## Inneres und Ausstattung

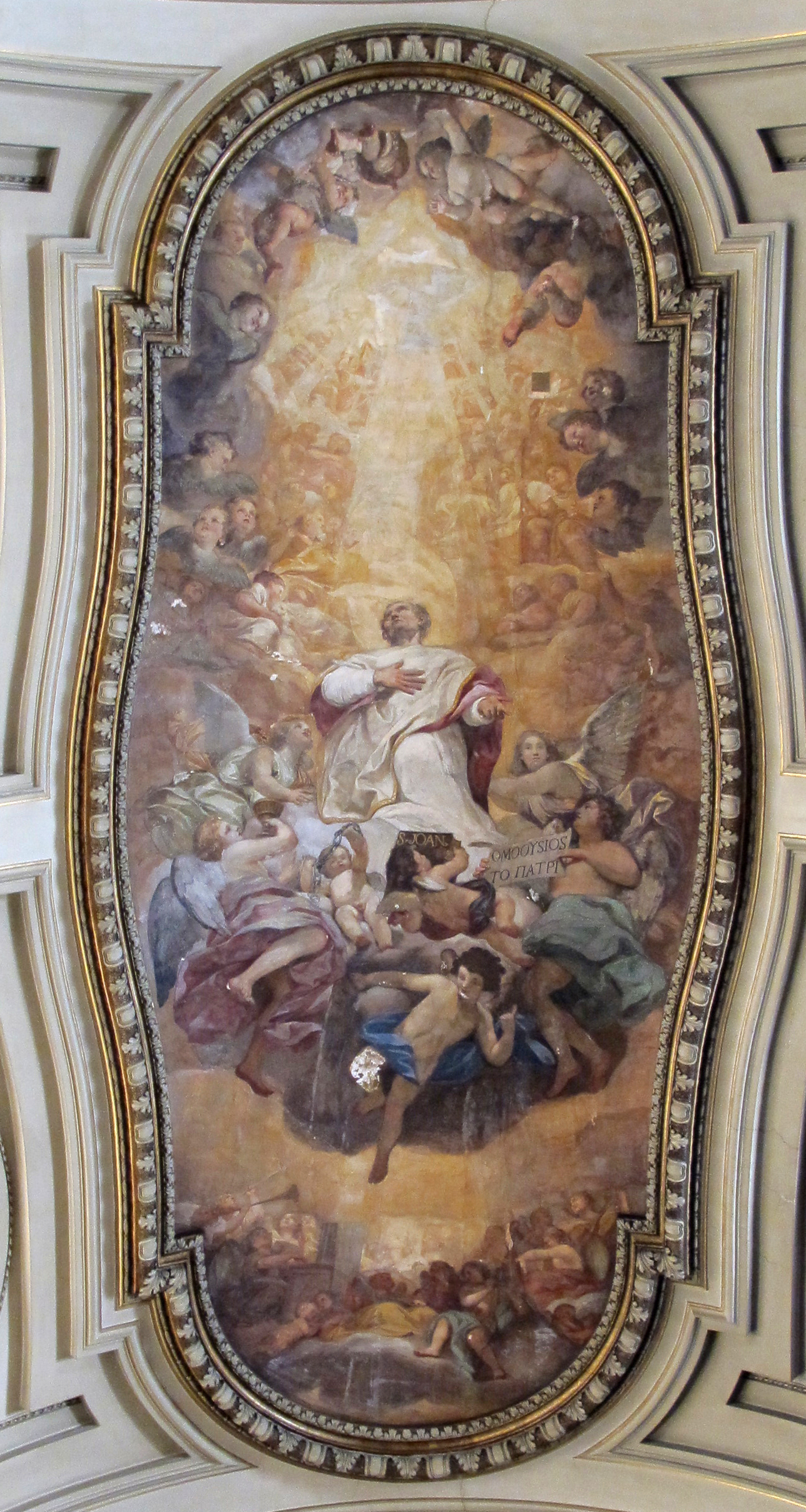
Das Deckenfresko mit der Apotheose des Hl. Eusebius

Zu der Innenausstattung des frühen 13. Jahrhunderts gehörten ein Ciborium über dem Hauptaltar, eine Schola cantorum mit Ambo, außerdem Confessio und Marmorschrein mit Reliquien, Wandtabernakel im Presbyterium und Marmorthron in der Rundung der Apsis. Die Kirchenwände sollen ausgemalt oder mit Mosaiken geschmückt gewesen sein. Es wird vermutet, dass ein Apsismosaik vorhanden war, auf dem Christus als Lamm Gottes und die Apostel in Gestalt von zwölf Lämmern dargestellt waren. Gegen Ende des 16. Jahrhunderts wurden die meisten Teile der alten Einrichtung im Presbyterium entfernt. 
Heute ist das Innere der Kirche eine dreischiffige Pfeilerbasilika mit einem nicht ausgreifenden, gegenüber der restlichen Kirche erhöhten Querhaus. Über der Vierung erhebt sich eine querovale Kuppel ohne Tambour. Die Inschrift der Laterne über der Kuppel lautet: „† DEO BEATE MARIAE ET CONFESSORI EVSEBIO AN. IVB. MDC“. Im Mittelschiff sind den Pfeilern Pilaster nach ionischer Ordnung vorgestellt, in den Seitenschiffen nach toskanischer Ordnung. Die Kirche wird von einem Tonnengewölbe mit Stichkappen gedeckt, in denen die acht Fenster unter Segmentbögen eingelassen sind.
Bekannt ist der heutige Kirchenbau für das zentrale Deckenfresko. Es stellt die Apotheose des Hl. Eusebius dar und ist ein sehr spätes Beispiel illusionistischer Malerei. Die ausführenden Künstler, Anton Raphael Mengs und dessen Schwager Anton Maron, schufen es 1755. Sie orientierten sich am Werk Antonio da Correggios. Einer der Engel – auf der rechten unteren Seite – hält ein Blatt mit der griechischen Aufschrift: OMOOYCIOC TO ΠATRI als Hinweis auf die Auseinandersetzungen mit den Arianern.
Am Triumphbogen finden sich stuckierte Engel mit einem Wappen des Kardinals Enriquez, ein Hinweis auf seine Förderung der Erneuerungen der Kirche.
Im Hochaltar, nach Entwürfen Onorio Longhis gestaltet, befinden sich Reliquien des namensgebenden Patrons sowie des Hl. Orosius und Hl. Paulinus. Das Altargemälde ist ein Werk von Baldassare Croce.
Das Querhaus enthält an den Stirnseiten sich gegenüber liegende Altäre mit Altarblättern von Andreas Ruthard.
Das Chorgestühl hinter dem Hochaltar ist eine reichgestaltete Arbeit aus Nussholz, geschaffen 1587.

## Tiersegnung
Am Sonntag, der am nächsten zum 17. Januar, Gedenktag von Antonius dem Großen findet vor der Kirche eine Segnung von Tieren, heute vor allem Haustiere, statt. Ursprünglich fand die Segnung bei der nahen Kirche Sant’Antonio Abate all’Esquilino statt, wurde aber aus Platzgründen nach Sant’Eusebio verlegt.

## Öffnungszeiten
Die Kirche ist Dienstag bis Samstag von 7:30 bis 12:00 Uhr und von 17:00 bis 19:00 Uhr geöffnet. In den Sommermonaten können die Öffnungszeiten davon abweichen. Sonntags finden in der Kirche Gottesdienste statt.

## Kardinalpriester
- Liste der Kardinalpriester von Sant’Eusebio